# أولاد بوعبيد الكواز (أولاد الحاج سايس)
أولاد بوعبيد الكواز هو دُوَّار يقع بجماعة أولاد الطيب، عمالة فاس، جهة فاس مكناس في المملكة المغربية. ينتمي الدوّار لمشيخة أولاد الحاج سايس التي تضم 28 دوار. يقدر عدد سكانه بـ 813 نسمة حسب الإحصاء الرسمي للسكان والسكنى لسنة 2004.

## روابط خارجية
- البوابة الوطنية للجماعات الترابية
- المندوبية السامية للتخطيط